# How Do You Do!
"How Do You Do!", skriven av Per Gessle, var den första singeln från den svenska popduon Roxettes album Tourism från 1992. Den tyska dancepopgruppen Cascada spelade in en cover på den och släppte den i Tyskland 2005 som uppföljare till "Everytime We Touch" och den blev deras största hit.

## Låtlistor
Detta är formaten och låslistorna av singellanseringar av "How Do You Do!".

### Roxettes version
1. "How Do You Do!"
2. "Fading Like a Flower" (live)
3. "Knockin' on Every Door" (BomKrash 12" remix)
4. "How Do You Do!" (BomKrash 12" remix)

### Information
- "How Do You Do!" släpptes före albumet
- "How Do You Do!" spelades in i mars och maj 1992, i EMI Studios i Stockholm och Tits & Ass Studio i Halmstad.
- Liveversionen av "Fading Like a Flower" spelades in i The Entertainment Centre i Sydney i Australien i december 1991.

### Cascadas version
1. "How Do You Do!" Dance radio edit
2. "How Do You Do!" Radio mix
3. "How Do You Do!" Megara vs. DJ Lee radio edit
4. "How Do You Do!" Rob Mayth short edit
5. "How Do You Do!" Original mix
6. "How Do You Do!" Megara vs. DJ Lee remix
7. "How Do You Do!" Tune up! remix
8. "How Do You Do!" Veranos fizzy styled remix

## Listplaceringar
| Lista (1992-1993) | Position |
| ----------------- | -------- |
| Australien        | 13       |
| Nederländerna     | 2        |
| Nya Zeeland       | 37       |
| Schweiz           | 2        |
| Sverige           | 2        |
| Österrike         | 2        |

### Fotnoter
1. ↑  ”Roxette”. Arkiverad från originalet den 16 oktober 2011. https://web.archive.org/web/20111016201530/http://roxette.se/discography.php?show=release&id=11. Läst 22 maj 2011.
2. ↑  ”Listplacering”. http://australian-charts.com/showitem.asp?interpret=Roxette&titel=How+Do+You+Do%21&cat=s. Läst 22 maj 2011.
3. 1 2  ”Listplacering”. http://dutchcharts.nl/showitem.asp?interpret=Roxette&titel=How+Do+You+Do%21&cat=s. Läst 22 maj 2011.
4. ↑  ”Listplacering”. Arkiverad från originalet den 20 december 2013. https://web.archive.org/web/20131220034908/http://charts.org.nz/showitem.asp?interpret=Roxette&titel=How+Do+You+Do%21&cat=s. Läst 22 maj 2011.
5. ↑  ”Listplacering”. http://hitparade.ch/showitem.asp?interpret=Roxette&titel=How+Do+You+Do%21&cat=s. Läst 22 maj 2011.
6. ↑  ”Listplacering”. http://austriancharts.at/showitem.asp?interpret=Roxette&titel=How+Do+You+Do%21&cat=s. Läst 22 maj 2011.